# 이반 크람스코이
이반 니콜라예비치 크람스코이(러시아어: Ива́н Никола́евич Крамско́й, 1837년 6월 8일(구력 5월 27일) ~ 1887년 4월 5일(구력 3월 24일))는 러시아 제국의 화가이다. 그는 1860년대부터 1880년대 사이에 러시아 미술을 이끌었던 이동파의 수장으로서 일리야 레핀 등 많은 예술가들을 이끌었다.